# Hopman Cup 2011
La Hopman Cup 2011 è stata la 23ª edizione della Hopman Cup, torneo di tennis riservato a squadre miste. Vi hanno partecipano 8 squadre di tutti i continenti e si è disputato al Burswood Entertainment Complex di Perth in Australia, dal 1º all'8 gennaio 2011. La Spagna era la nazione detentrice del titolo ma non ha partecipato a questa edizione.
Gli Stati Uniti hanno vinto questa edizione, battendo in finale il Belgio.

## Squadre e teste di serie
1. Serbia – Ana Ivanović / Novak Đoković (ritiro prima della finale)
2. Regno Unito – Laura Robson / Andy Murray (round robin)

1. Belgio – Justine Henin / Ruben Bemelmans (finale)
2. Italia – Francesca Schiavone / Potito Starace (round robin)

## Gruppo A

### Classifica
| Posizione | Nazione    | V | S | Incontri | Set    |
| --------- | ---------- | - | - | -------- | ------ |
| 1         | Serbia     | 2 | 1 | 7 – 2    | 15 – 6 |
| 2         | Belgio     | 2 | 1 | 6 – 3    | 13 – 8 |
| 3         | Australia  | 2 | 1 | 5 – 4    | 10 – 9 |
| 4         | Kazakistan | 0 | 3 | 0 – 9    | 2 – 17 |

### Belgio vs. Australia
| Belgio 1 | Burswood Entertainment Complex, Perth 1º gennaio, 2011, 15:00 AWST (UTC+8) Cemento indoor | Burswood Entertainment Complex, Perth 1º gennaio, 2011, 15:00 AWST (UTC+8) Cemento indoor | Australia 2 |     |      |  |
| \| \| \| \| 1 \| 2 \| 3 \| \| \| - \| \| ------------------------------------------------------------- \| --- \| --- \| ---- \| \| \| 1 \| \| Justine Henin Alicia Molik \| 6 4 \| 6 4 \| \| \| \| 2 \| \| Ruben Bemelmans Lleyton Hewitt \| 4 6 \| 3 6 \| \| \| \| 3 \| \| Justine Henin / Ruben Bemelmans Alicia Molik / Lleyton Hewitt \| 6 1 \| 2 6 \| 8 10 \| \| |                                                                                           |                                                                                           |             |     |      |  |
| |                                                                                           |                                                                                           | 1           | 2   | 3    |  |
| 1 | Belgio (bandiera) · Australia (bandiera)                                                  | Justine Henin Alicia Molik                                                                | 6 4         | 6 4 |      |  |
| 2 | Belgio (bandiera) · Australia (bandiera)                                                  | Ruben Bemelmans Lleyton Hewitt                                                            | 4 6         | 3 6 |      |  |
| 3 | Belgio (bandiera) · Australia (bandiera)                                                  | Justine Henin / Ruben Bemelmans Alicia Molik / Lleyton Hewitt                             | 6 1         | 2 6 | 8 10 |  |

### Serbia vs. Kazakistan
| Serbia 3 | Burswood Entertainment Complex, Perth 2 gennaio, 2011, 17:00 AWST (UTC+8) Cemento indoor | Burswood Entertainment Complex, Perth 2 gennaio, 2011, 17:00 AWST (UTC+8) Cemento indoor | Kazakistan 0 |     |     |  |
| \| \| \| \| 1 \| 2 \| 3 \| \| \| - \| \| --------------------------------------------------------------- \| ---- \| --- \| --- \| \| \| 1 \| \| Ana Ivanović Jaroslava Švedova \| 7 6 \| 6 1 \| \| \| \| 2 \| \| Novak Đoković Andrej Golubev \| 4 6 \| 6 3 \| 6 1 \| \| \| 3 \| \| Ana Ivanović / Novak Đoković Jaroslava Švedova / Andrej Golubev \| 7 64 \| 6 4 \| \| \| |                                                                                          |                                                                                          |              |     |     |  |
| |                                                                                          |                                                                                          | 1            | 2   | 3   |  |
| 1 | Serbia (bandiera) · Kazakistan (bandiera)                                                | Ana Ivanović Jaroslava Švedova                                                           | 7 6          | 6 1 |     |  |
| 2 | Serbia (bandiera) · Kazakistan (bandiera)                                                | Novak Đoković Andrej Golubev                                                             | 4 6          | 6 3 | 6 1 |  |
| 3 | Serbia (bandiera) · Kazakistan (bandiera)                                                | Ana Ivanović / Novak Đoković Jaroslava Švedova / Andrej Golubev                          | 7 64         | 6 4 |     |  |

### Belgio vs. Kazakistan
| Belgio 3 | Burswood Entertainment Complex, Perth 4 gennaio, 2011, 9:30 AWST (UTC+8) Cemento indoor | Burswood Entertainment Complex, Perth 4 gennaio, 2011, 9:30 AWST (UTC+8) Cemento indoor | Kazakistan 0 |     |      |  |
| \| \| \| \| 1 \| 2 \| 3 \| \| \| - \| \| ------------------------------------------------------------------ \| --- \| --- \| ---- \| \| \| 1 \| \| Justine Henin Jaroslava Švedova \| 6 4 \| 6 3 \| \| \| \| 2 \| \| Ruben Bemelmans Andrej Golubev \| 6 4 \| 6 4 \| \| \| \| 3 \| \| Justine Henin / Ruben Bemelmans Jaroslava Švedova / Andrej Golubev \| 4 6 \| 6 2 \| 10 8 \| \| |                                                                                         |                                                                                         |              |     |      |  |
| |                                                                                         |                                                                                         | 1            | 2   | 3    |  |
| 1 | Belgio (bandiera) · Kazakistan (bandiera)                                               | Justine Henin Jaroslava Švedova                                                         | 6 4          | 6 3 |      |  |
| 2 | Belgio (bandiera) · Kazakistan (bandiera)                                               | Ruben Bemelmans Andrej Golubev                                                          | 6 4          | 6 4 |      |  |
| 3 | Belgio (bandiera) · Kazakistan (bandiera)                                               | Justine Henin / Ruben Bemelmans Jaroslava Švedova / Andrej Golubev                      | 4 6          | 6 2 | 10 8 |  |

### Serbia vs. Australia
| Serbia 3 | Burswood Entertainment Complex, Perth 4 gennaio, 2011, 17:00 AWST (UTC+8) Cemento indoor | Burswood Entertainment Complex, Perth 4 gennaio, 2011, 17:00 AWST (UTC+8) Cemento indoor | Australia 0 |     |      |  |
| \| \| \| \| 1 \| 2 \| 3 \| \| \| - \| \| ---------------------------------------------------------- \| --- \| --- \| ---- \| \| \| 1 \| \| Ana Ivanović Alicia Molik \| 6 4 \| 6 0 \| \| \| \| 2 \| \| Novak Đoković Lleyton Hewitt \| 6 2 \| 6 4 \| \| \| \| 3 \| \| Ana Ivanović / Novak Đoković Alicia Molik / Lleyton Hewitt \| 6 7 \| 7 5 \| 10 6 \| \| |                                                                                          |                                                                                          |             |     |      |  |
| |                                                                                          |                                                                                          | 1           | 2   | 3    |  |
| 1 | Serbia (bandiera) · Australia (bandiera)                                                 | Ana Ivanović Alicia Molik                                                                | 6 4         | 6 0 |      |  |
| 2 | Serbia (bandiera) · Australia (bandiera)                                                 | Novak Đoković Lleyton Hewitt                                                             | 6 2         | 6 4 |      |  |
| 3 | Serbia (bandiera) · Australia (bandiera)                                                 | Ana Ivanović / Novak Đoković Alicia Molik / Lleyton Hewitt                               | 6 7         | 7 5 | 10 6 |  |

### Serbia vs. Belgio
| Serbia 1 | Burswood Entertainment Complex, Perth 6 gennaio, 2011, 15:00 AWST (UTC+8) Cemento indoor | Burswood Entertainment Complex, Perth 6 gennaio, 2011, 15:00 AWST (UTC+8) Cemento indoor | Belgio 2 |     |      |  |
| \| \| \| \| 1 \| 2 \| 3 \| \| \| - \| \| ------------------------------------------------------------ \| --- \| --- \| ---- \| \| \| 1 \| \| Ana Ivanović Justine Henin \| 4 6 \| 3 6 \| \| \| \| 2 \| \| Novak Đoković Ruben Bemelmans \| 6 3 \| 6 2 \| \| \| \| 3 \| \| Ana Ivanović / Novak Đoković Justine Henin / Ruben Bemelmans \| 6 3 \| 4 6 \| 4 10 \| \| |                                                                                          |                                                                                          |          |     |      |  |
| |                                                                                          |                                                                                          | 1        | 2   | 3    |  |
| 1 | Serbia (bandiera) · Belgio (bandiera)                                                    | Ana Ivanović Justine Henin                                                               | 4 6      | 3 6 |      |  |
| 2 | Serbia (bandiera) · Belgio (bandiera)                                                    | Novak Đoković Ruben Bemelmans                                                            | 6 3      | 6 2 |      |  |
| 3 | Serbia (bandiera) · Belgio (bandiera)                                                    | Ana Ivanović / Novak Đoković Justine Henin / Ruben Bemelmans                             | 6 3      | 4 6 | 4 10 |  |

### Australia vs. Kazakistan
| Australia 2 | Burswood Entertainment Complex, Perth 6 gennaio, 2011, 13:00 AWST (UTC+8) Cemento indoor | Burswood Entertainment Complex, Perth 6 gennaio, 2011, 13:00 AWST (UTC+8) Cemento indoor | Kazakistan 0 |     |   |  |
| \| \| \| \| 1 \| 2 \| 3 \| \| \| - \| \| ---------------------------------------------------------------- \| --- \| --- \| - \| \| \| 1 \| \| Alicia Molik Jaroslava Švedova \| 6 3 \| 6 2 \| \| \| \| 2 \| \| Lleyton Hewitt Andrej Golubev \| 6 3 \| 6 3 \| \| \| \| 3 \| \| Alicia Molik / Lleyton Hewitt Jaroslava Švedova / Andrej Golubev \| \| \| \| \| |                                                                                          |                                                                                          |              |     |   |  |
| |                                                                                          |                                                                                          | 1            | 2   | 3 |  |
| 1 | Australia (bandiera) · Kazakistan (bandiera)                                             | Alicia Molik Jaroslava Švedova                                                           | 6 3          | 6 2 |   |  |
| 2 | Australia (bandiera) · Kazakistan (bandiera)                                             | Lleyton Hewitt Andrej Golubev                                                            | 6 3          | 6 3 |   |  |
| 3 | Australia (bandiera) · Kazakistan (bandiera)                                             | Alicia Molik / Lleyton Hewitt Jaroslava Švedova / Andrej Golubev                         |              |     |   |  |

## Gruppo B

### Classifica
| Posizione | Nazione     | V | S | Incontri | Set    |
| --------- | ----------- | - | - | -------- | ------ |
| 1         | Stati Uniti | 3 | 0 | 7 – 2    | 13 – 5 |
| 2         | Francia     | 2 | 1 | 5 – 4    | 12 – 9 |
| 3         | Italia      | 1 | 2 | 3 – 6    | 7 – 14 |
| 4         | Regno Unito | 0 | 3 | 3 – 6    | 6 – 8  |

### Regno Unito vs. Italia
| Regno Unito 1 | Burswood Entertainment Complex, Perth 3 gennaio, 2011, 9:30 AWST (UTC+8) Cemento indoor | Burswood Entertainment Complex, Perth 3 gennaio, 2011, 9:30 AWST (UTC+8) Cemento indoor | Italia 2 |     |      |  |
| \| \| \| \| 1 \| 2 \| 3 \| \| \| - \| \| --------------------------------------------------------------- \| ---- \| --- \| ---- \| \| \| 1 \| \| Laura Robson Francesca Schiavone \| 5 7 \| 3 6 \| \| \| \| 2 \| \| Andy Murray Potito Starace \| 7 5 \| 6 1 \| \| \| \| 3 \| \| Laura Robson / Andy Murray Francesca Schiavone / Potito Starace \| 7 61 \| 6 7 \| 2 10 \| \| |                                                                                         |                                                                                         |          |     |      |  |
| |                                                                                         |                                                                                         | 1        | 2   | 3    |  |
| 1 | Regno Unito (bandiera) · Italia (bandiera)                                              | Laura Robson Francesca Schiavone                                                        | 5 7      | 3 6 |      |  |
| 2 | Regno Unito (bandiera) · Italia (bandiera)                                              | Andy Murray Potito Starace                                                              | 7 5      | 6 1 |      |  |
| 3 | Regno Unito (bandiera) · Italia (bandiera)                                              | Laura Robson / Andy Murray Francesca Schiavone / Potito Starace                         | 7 61     | 6 7 | 2 10 |  |

### Francia vs. Stati Uniti d'America
| Francia 0 | Burswood Entertainment Complex, Perth 3 gennaio, 2011, 17:00 AWST (UTC+8) Cemento indoor | Burswood Entertainment Complex, Perth 3 gennaio, 2011, 17:00 AWST (UTC+8) Cemento indoor | Stati Uniti 3 |      |      |  |
| \| \| \| \| 1 \| 2 \| 3 \| \| \| - \| \| ---------------------------------------------------------------------- \| --- \| ---- \| ---- \| \| \| 1 \| \| Kristina Mladenovic Bethanie Mattek-Sands \| 6 3 \| 3 6 \| 1 6 \| \| \| 2 \| \| Nicolas Mahut John Isner \| 3 6 \| 65 7 \| \| \| \| 3 \| \| Kristina Mladenovic / Nicolas Mahut Bethanie Mattek-Sands / John Isner \| 6 3 \| 2 6 \| 8 10 \| \| |                                                                                          |                                                                                          |               |      |      |  |
| |                                                                                          |                                                                                          | 1             | 2    | 3    |  |
| 1 | Francia (bandiera) · Stati Uniti (bandiera)                                              | Kristina Mladenovic Bethanie Mattek-Sands                                                | 6 3           | 3 6  | 1 6  |  |
| 2 | Francia (bandiera) · Stati Uniti (bandiera)                                              | Nicolas Mahut John Isner                                                                 | 3 6           | 65 7 |      |  |
| 3 | Francia (bandiera) · Stati Uniti (bandiera)                                              | Kristina Mladenovic / Nicolas Mahut Bethanie Mattek-Sands / John Isner                   | 6 3           | 2 6  | 8 10 |  |

### Italia vs. Stati Uniti d'America
| Italia 1 | Burswood Entertainment Complex, Perth 5 gennaio, 2011, 9:30 AWST (UTC+8) Cemento indoor | Burswood Entertainment Complex, Perth 5 gennaio, 2011, 9:30 AWST (UTC+8) Cemento indoor | Stati Uniti 2 |     |      |  |
| \| \| \| \| 1 \| 2 \| 3 \| \| \| - \| \| ----------------------------------------------------------------------- \| ---- \| --- \| ---- \| \| \| 1 \| \| Francesca Schiavone Bethanie Mattek-Sands \| 4 6 \| 4 6 \| \| \| \| 2 \| \| Potito Starace John Isner \| 6 7 \| 6 4 \| 4 6 \| \| \| 3 \| \| Francesca Schiavone / Potito Starace Bethanie Mattek-Sands / John Isner \| 65 7 \| 6 2 \| 10 2 \| \| |                                                                                         |                                                                                         |               |     |      |  |
| |                                                                                         |                                                                                         | 1             | 2   | 3    |  |
| 1 | Italia (bandiera) · Stati Uniti (bandiera)                                              | Francesca Schiavone Bethanie Mattek-Sands                                               | 4 6           | 4 6 |      |  |
| 2 | Italia (bandiera) · Stati Uniti (bandiera)                                              | Potito Starace John Isner                                                               | 6 7           | 6 4 | 4 6  |  |
| 3 | Italia (bandiera) · Stati Uniti (bandiera)                                              | Francesca Schiavone / Potito Starace Bethanie Mattek-Sands / John Isner                 | 65 7          | 6 2 | 10 2 |  |

### Regno Unito vs. Francia
| Regno Unito 1 | Burswood Entertainment Complex, Perth 5 gennaio, 2011, 17:00 AWST (UTC+8) Cemento indoor | Burswood Entertainment Complex, Perth 5 gennaio, 2011, 17:00 AWST (UTC+8) Cemento indoor | Francia 2 |      |     |  |
| \| \| \| \| 1 \| 2 \| 3 \| \| \| - \| \| -------------------------------------------------------------- \| ---- \| ---- \| --- \| \| \| 1 \| \| Laura Robson Kristina Mladenovic \| 4 6 \| 6 3 \| 0 6 \| \| \| 2 \| \| Andy Murray Nicolas Mahut \| 7 64 \| 7 65 \| \| \| \| 3 \| \| Laura Robson / Andy Murray Kristina Mladenovic / Nicolas Mahut \| 4 6 \| 2 6 \| \| \| |                                                                                          |                                                                                          |           |      |     |  |
| |                                                                                          |                                                                                          | 1         | 2    | 3   |  |
| 1 | Regno Unito (bandiera) · Francia (bandiera)                                              | Laura Robson Kristina Mladenovic                                                         | 4 6       | 6 3  | 0 6 |  |
| 2 | Regno Unito (bandiera) · Francia (bandiera)                                              | Andy Murray Nicolas Mahut                                                                | 7 64      | 7 65 |     |  |
| 3 | Regno Unito (bandiera) · Francia (bandiera)                                              | Laura Robson / Andy Murray Kristina Mladenovic / Nicolas Mahut                           | 4 6       | 2 6  |     |  |

### Italia vs. Francia
| Italia 0 | Burswood Entertainment Complex, Perth 7 gennaio, 2011, 13:00 AWST (UTC+8) Cemento indoor | Burswood Entertainment Complex, Perth 7 gennaio, 2011, 13:00 AWST (UTC+8) Cemento indoor | Francia 3 |      |   |        |
| \| \| \| \| 1 \| 2 \| 3 \| \| \| - \| \| ------------------------------------------------------------------------ \| --- \| ---- \| - \| ------ \| \| 1 \| \| Francesca Schiavone Kristina Mladenovic \| 4 \| \| \| ritiro \| \| 2 \| \| Potito Starace Nicolas Mahut \| 3 6 \| 62 7 \| \| \| \| 3 \| \| Francesca Schiavone / Potito Starace Kristina Mladenovic / Nicolas Mahut \| \| \| \| w/o \| |                                                                                          |                                                                                          |           |      |   |        |
| |                                                                                          |                                                                                          | 1         | 2    | 3 |        |
| 1 | Italia (bandiera) · Francia (bandiera)                                                   | Francesca Schiavone Kristina Mladenovic                                                  | 4         |      |   | ritiro |
| 2 | Italia (bandiera) · Francia (bandiera)                                                   | Potito Starace Nicolas Mahut                                                             | 3 6       | 62 7 |   |        |
| 3 | Italia (bandiera) · Francia (bandiera)                                                   | Francesca Schiavone / Potito Starace Kristina Mladenovic / Nicolas Mahut                 |           |      |   | w/o    |

### USA vs. Gran Bretagna
| Stati Uniti 2 | Burswood Entertainment Complex, Perth 7 gennaio 2011, 13:00 AWST (UTC+8) Cemento indoor | Burswood Entertainment Complex, Perth 7 gennaio 2011, 13:00 AWST (UTC+8) Cemento indoor | Gran Bretagna 1 |     |   |     |
| \| \| \| \| 1 \| 2 \| 3 \| \| \| - \| \| ------------------------------------------------------------- \| --- \| --- \| - \| --- \| \| 1 \| \| Bethanie Mattek-Sands Laura Robson \| 6 4 \| 6 2 \| \| \| \| 2 \| \| John Isner Andy Murray \| 4 6 \| 2 6 \| \| \| \| 3 \| \| Bethanie Mattek-Sands / John Isner Laura Robson / Andy Murray \| \| \| \| w/o \| |                                                                                         |                                                                                         |                 |     |   |     |
| |                                                                                         |                                                                                         | 1               | 2   | 3 |     |
| 1 | Stati Uniti (bandiera) · Gran Bretagna (bandiera)                                       | Bethanie Mattek-Sands Laura Robson                                                      | 6 4             | 6 2 |   |     |
| 2 | Stati Uniti (bandiera) · Gran Bretagna (bandiera)                                       | John Isner Andy Murray                                                                  | 4 6             | 2 6 |   |     |
| 3 | Stati Uniti (bandiera) · Gran Bretagna (bandiera)                                       | Bethanie Mattek-Sands / John Isner Laura Robson / Andy Murray                           |                 |     |   | w/o |

## Finale
| Belgio 1 | Burswood Entertainment Complex, Perth 8 gennaio 2011, AWST (UTC+8) Cemento indoor | Burswood Entertainment Complex, Perth 8 gennaio 2011, AWST (UTC+8) Cemento indoor | Stati Uniti 2 |     |   |  |
| \| \| \| \| 1 \| 2 \| 3 \| \| \| - \| \| ------------------------------------------------------------------ \| --- \| --- \| - \| \| \| 1 \| \| Justine Henin Bethanie Mattek-Sands \| 7 6 \| 6 3 \| \| \| \| 2 \| \| Ruben Bemelmans John Isner \| 3 6 \| 4 6 \| \| \| \| 3 \| \| Justine Henin / Ruben Bemelmans Bethanie Mattek-Sands / John Isner \| 1 6 \| 3 6 \| \| \| |                                                                                   |                                                                                   |               |     |   |  |
| |                                                                                   |                                                                                   | 1             | 2   | 3 |  |
| 1 | Belgio (bandiera) · Stati Uniti (bandiera)                                        | Justine Henin Bethanie Mattek-Sands                                               | 7 6           | 6 3 |   |  |
| 2 | Belgio (bandiera) · Stati Uniti (bandiera)                                        | Ruben Bemelmans John Isner                                                        | 3 6           | 4 6 |   |  |
| 3 | Belgio (bandiera) · Stati Uniti (bandiera)                                        | Justine Henin / Ruben Bemelmans Bethanie Mattek-Sands / John Isner                | 1 6           | 3 6 |   |  |

## Campioni
| Vincitori della Hopman Cup 2011 |
| ------------------------------- |
| Stati Uniti (6º titolo)         |